# تقسيم البنغال (1905)

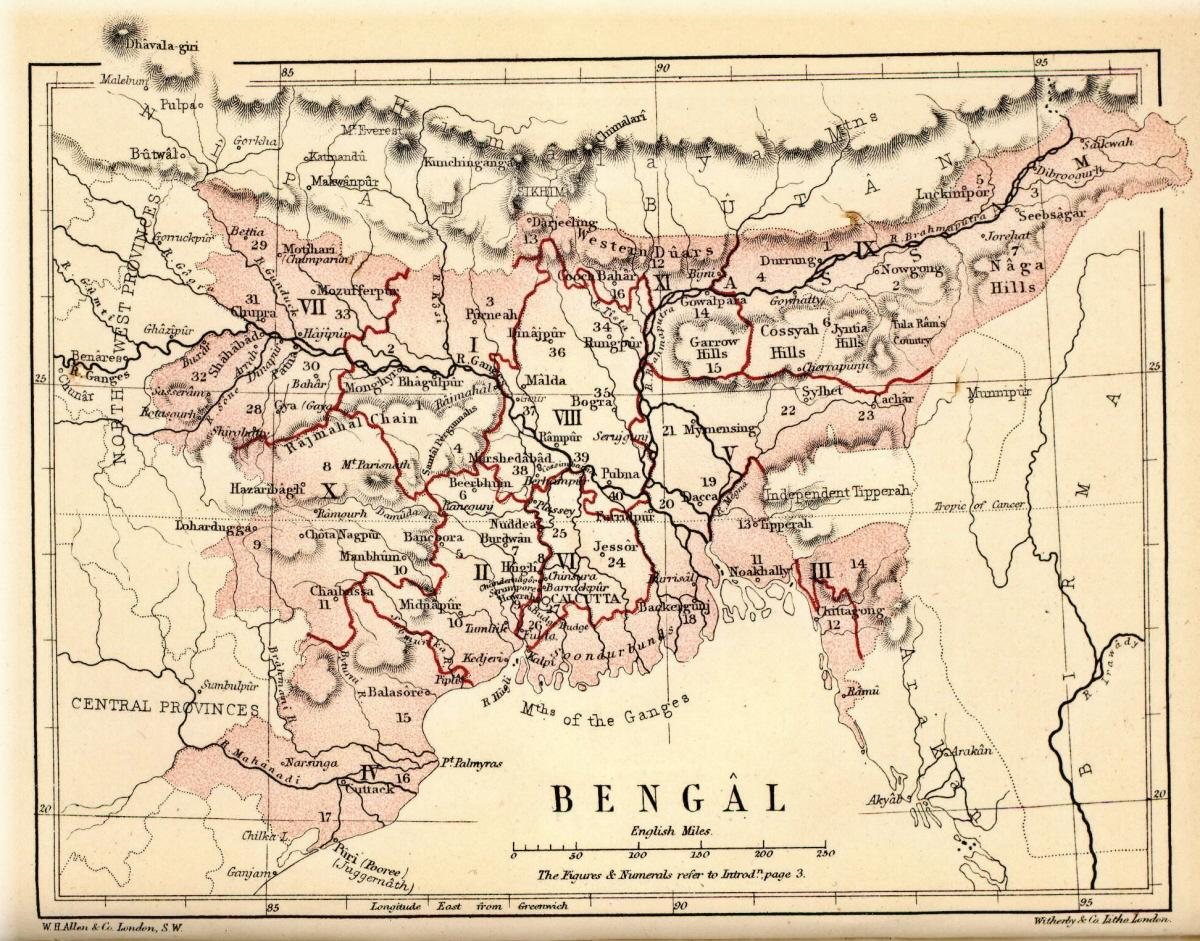
خريطة توضح الدولة الحديثة لبنغلاديش والولايات الهندية في بيهار وجارخاند وأوريسا وآسام وميغالايا وأروناتشال براديش وأجزاء من ناجالاند ومانيبور داخل المقاطعة قبل التقسيم إلى Bihar and Orissa وEastern Bengal and Assam

التقسيم الأول للبنغال (بالبنغالية: বঙ্গভঙ্গ) هو إعادة تنظيم إقليمية لرئاسة البنغال نفذتها سلطات الراج البريطاني عام 1905. فصل التقسيم المناطق الشرقية ذات الأغلبية المسلمة عن المناطق الغربية الهندوسية في 16 أكتوبر 1905 بعد الإعلان عنها في 19 يوليو 1905 من قبل نائب الملك في الهند في تلك الفترة اللورد كرزون.
اشتكى هندوس غرب البنغال، الذين سيطروا على الأعمال التجارية والحياة الريفية في البنغال، من أن التقسيم سيجعلهم أقلية في مقاطعة تضم مقاطعة بيهار وأوريسا. غضب الهندوس مما اعتبروه ممارسة لسياسة «فرق تسد» (حيث جعل المستعمرون السكان الأصليين يقفون ضد بعضهم من أجل الحكم)، على الرغم من أن كرزون شدد على أن ذلك سينتج كفاءة إدارية. أدى التقسيم إلى تحرك المسلمين لتشكيل تنظيمهم الوطني الخاص على أسس طائفية. ومن أجل تهدئة المشاعر القومية البنغالية، وُحدت البنغال من قبل اللورد هاردينغ في عام 1911، استجابة لأعمال الشغب التي قامت بها حركة سواديشي احتجاجًا على هذه السياسة والاعتقاد المتزايد بين الهندوس بأن شرق البنغال سيكون لها محاكم وسياسات خاصة بها.

## الخلفية
شملت رئاسة البنغال كلًا من البنغال، وبيهار، وأجزاء من تشهاتيسغاره، وأوريسا، وآسام. وبلغ عدد سكانها 78.5 مليون نسمة وهي أكبر مقاطعة في الهند البريطانية. لعقود من الزمان، زعم المسؤولون البريطانيون أن الحجم الكبير للبنغال خلق صعوبات في الإدارة الفعالة وتسبب في إهمال المنطقة الشرقية الأكثر فقرًا. لذا طُرحت فكرة التقسيم لأسباب إدارية فقط. وعليه خطط كرزون لتقسيم أوريسا وبيهار والانضمام إلى المقاطعات الشرقية الخمسة عشرة في البنغال مع آسام. وبلغ عدد سكان المقاطعة الشرقية 31 مليون نسمة، معظمهم من المسلمين، مركزها في دكا. بمجرد الانتهاء من التقسيم، ذكر كرزون أنه فكر بالمقاطعة الجديدة على أنها إسلامية. ولكن كانت نية اللورد كرزون هي تقسيم البنغاليين، لا الهندوس عن المسلمين. وشكلت المناطق الغربية المقاطعة الأخرى مع أوريسا وبيهار. وقد حول اتحاد غرب البنغال مع أوريسا وبيهار المتحدثين باللغة البنغالية إلى أقلية. أيد المسلمون بقيادة نواب سليم الله من دكا التقسيم بينما عارضه الهندوس.

## التقسيم
اعتبرت الطبقة الوسطى من البنغال التقسيم على أنه تمزيق لوطنهم وأسلوب لتقليل سلطتهم. في فترة الستة أشهر التي سبقت تنفيذ التقسيم، رتب المجلس التشريعي اجتماعات حيث جُمعت العرائض ضد التقسيم وقُدمت للسلطات اللا مبالية. أقر سوريندرناث بانرجي بأن العرائض كانت غير فعالة، ومع اقتراب موعد التقسيم بدأ بالدعوة إلى أساليب أكثر حدة مثل مقاطعة البضائع البريطانية. وفضل تسمية هذه الحركة بـ «سواديشي» بدلاً عن المقاطعة. وقاد المعتدلون هذه المقاطعة، ولكن ظهرت جماعات متمردة صغيرة لأجل نفس القضية.
اعتقد بانرجي أن الحركة يجب أن تضمن أهدافًا أخرى. رُفضت المدارس الحكومية، وفي 16 أكتوبر 1905 -يوم التقسيم- حوصرت المدارس والمحلات التجارية. وطردت وحدات من الشرطة والجيش المتظاهرين. وأعقب ذلك مواجهات عنيفة، ونتيجة لذلك أصاب كبار السن في قيادة المجلس التشريعي القلق وأقنعوا الأعضاء الأصغر سنًا بالتوقف عن مقاطعة المدارس. توقف رئيس المجلس التشريعي، جي كي. غوكهلي وبانرجي وآخرون عن دعم المقاطعة عندما وجدوا أن جون مورلي قد عُيّن وزيراً للخارجية في الهند. إذ ظنوا أنه سيتعاطف مع أبناء الطبقة الوسطى الهندية، فقد وثقوا به وتوقعوا إلغاء التقسيم من خلال تدخله.